# Marche triomphale et pompière
La Marche triomphale et pompière est une pièce symphonique d'André Caplet composée en 1903 et écrite pour le centenaire de la Villa Médicis.

## Présentation
La Marche triomphale et pompière est composée par Caplet en 1903. Le prétexte est le centenaire de la Villa Médicis, plus précisément celui de l'installation (depuis 1803) de l'Académie de France à Rome en ses murs.
Pensionnaire de l'établissement depuis l'obtention du premier prix de Rome en 1901, André Caplet est désigné avec Florent Schmitt pour composer une marche de circonstance. La partition, également connue sous le nom de Marche solennelle, est dédiée aux membres de l'Institut. Schmitt, quant à lui, écrit pour l'occasion une Marche musulmane d'après des airs populaires marocains.

## Création
La création se déroule le 18 avril 1903 à la Villa Médicis. Au programme du concert figurent également des œuvres d'anciens prix de Rome, tels Halévy, Hérold, Thomas, Berlioz, Bizet et Gounod.
La cérémonie est officielle, en présence du roi d'Italie Victor-Emmanuel III et du ministre français de l'Instruction publique et des beaux-arts Joseph Chaumié,. L'orchestre officiant est celui de l'Académie nationale Sainte-Cécile de Rome, dirigée par Théodore Dubois, alors directeur du Conservatoire de Paris. Caplet dirige quant à lui sa composition, ainsi que celle de son camarade, avec « beaucoup de talent ».

## Analyse
Le musicologue Michel Fleury note concernant l’œuvre que, « avec humour, Caplet y exploite les réserves de faste cérémonial recélées par le style modal : la fanfare de l'ouverture est dans le mode dorien sur si ».
La durée moyenne d'exécution de la pièce est de cinq minutes environ.

## Orchestration
La Marche est écrite pour orchestre symphonique :
| Instrumentation de la Marche triomphale et pompière                           |
| Cordes                                                                        |
| premiers violons, seconds violons, altos, violoncelles, contrebasses, 1 harpe |
| Bois                                                                          |
| 1 piccolo, 2 flûtes, 2 hautbois, 2 clarinettes, 2 bassons                     |
| Cuivres                                                                       |
| 4 cors, 3 trompettes, 3 trombones, 1 tuba                                     |
| Percussions                                                                   |
| timbales, triangle, cymbales                                                  |

## Discographie
- Claude Debussy - André Caplet, Orchestre philharmonique de Rhénanie-Palatinat, Leif Segerstam (dir.), Naxos « Patrimoine » 8.550640, 1994.

### Monographies
- Denis Herlin et Cécile Quesney, André Caplet : compositeur et chef d'orchestre, Paris, Société française de musicologie, 2020, 540 p. (ISBN 978-2-853-57269-9).

### Articles
- Yvonne Gouverné et Dom Angelico Surchamp (dir.), André Caplet, Zodiaque (no 107), janvier 1976, 44 p.